# Huang Wenpan
Huang Wenpan (* 22. August 1995 in Meishan; † 16. März 2018 im Kreis Hongya) war ein chinesischer Schwimmer und mehrfacher Paralympics-Sieger in der Startklasse S3. 
Huang Wenpan begann 2010 mit dem Schwimmen, nachdem er an einer Zerebralparese erkrankt war. Bei den Sommer-Paralympics 2016 in Rio de Janeiro gewann er eine Silber- und fünf Goldmedaillen. Bei seinen Siegen schwamm er jeweils Weltrekorde. Bei der World Para Swimming Championship in Mexiko-Stadt im Dezember 2017 gewann er ebenfalls fünf Mal die Goldmedaille sowie eine Bronzemedaille. Er trug den Spitznamen Flying Fish in Water.
Huang Wenpan starb an Verletzungen nach einem Autounfall, bei dem er mit seinem Wagen gegen einen Lampenmast geprallt war. Er wurde sofort in ein Krankenhaus gebracht, konnte jedoch nicht gerettet werden.